# La Grande Encyclopédie
La Grande Encyclopédie (titre complet : La Grande Encyclopédie : inventaire raisonné des sciences, des lettres, et des arts, par une société de savants et de gens de lettres) est une encyclopédie de 31 volumes publiée en France de 1886 à 1902 par Henri Lamirault, et plus tard par la Société anonyme de la grande encyclopédie.

## Description
Le projet fut lancé par F.-Camille Dreyfus, qui fut le secrétaire général de rédaction pour les 18 premiers volumes. Les 13 volumes suivants furent dirigés par Marcellin Berthelot. Outre Dreyfus et Berthelot, il y avait 11 autres responsables de section, notamment le grand orientaliste Hartwig Derenbourg. La plupart des articles sont signés et comprennent une bibliographie. Parmi les quelque 230 collaborateurs du premier volume, on relève les noms de Lucien Herr, Ferdinand Brunetière, Gustave Lanson et Rémy de Gourmont.
La Grande Encyclopédie se veut un ouvrage ouvert sur les sciences contemporaines. Ses auteurs souhaitaient qu’elle fût une actualisation de l’Encyclopédie de Diderot. Elle se veut impartiale. En fait de nombreux articles se présentent comme de précieux témoignages de la seconde partie du XIXe siècle (défense et illustration du positivisme, éducation laïque, développement des sciences...). La préface énonce clairement l'esprit qui anime cet ouvrage :

« La France, malgré des tentatives nombreuses dont quelques-unes ont été, en leur temps, couronnées de succès, ne possède pas encore un grand ouvrage encyclopédique, populaire et cependant au courant des plus récents progrès de la science moderne.... La Grande Encyclopédie est une œuvre de haute vulgarisation. Elle se propose de constater l'état actuel de la science moderne, de dresser l'inventaire des connaissances humaines à notre époque. Étrangère aux querelles du jour, résolue à ne pas être une œuvre de combat, la Grande Encyclopédie n'a et ne peut avoir d'autre règle que l'impartialité de la science. [...] Elle expose les faits avec une scrupuleuse exactitude, les théories diverses ou contradictoires avec impartialité: il appartient au lecteur de comparer et de conclure. »

Ces objectifs ont été atteints, si l'on en juge par les éloges que s'est attirés cet ouvrage. Selon Robert Collison, « Le résultat est remarquable : articles signés qui font autorité, bibliographies approfondies, matériel biographique de premier ordre. Les définitions de termes scientifiques et techniques sont extrêmement soignées. Même si une bonne partie de cette encyclopédie est maintenant datée, elle reste une importante source de renseignements sur bien des sujets. Lucien Febvre note pour sa part : « On ne vulgarisait pas, à la Grande Encyclopédie ; on y distribuait, on y propageait le savoir, ce qui est tout autre chose. Et par là l'entreprise méritait de porter le nom glorieux d'encyclopédie.
Les 31 volumes, d'environ 1 200 pages chacun, contiennent quelque 200 000 articles, 15 000 illustrations et 200 cartes.
Selon le catalogue de la bibliothèque du Congrès, les volumes ont été publiés pendant les années : 1-2: 1886, 3-4: 1887, 4: 1887, 5-6: 1888, 7-8: 1889, 8: 1889, 9-11: 1890, 12-13: 1891, 14-16: 1892, 17-18: 1893, 19-20: 1894, 21: 1895, 22: 1896, 23: 1898, 24-26: 1899, 27-8: 1900, 29-30: 1901, 31: 1902.
En 1902 est écrit dans le Journal général de l'imprimerie et de la librairie : « La Grande Encyclopédie vient d'achever sa publication, et ses 31 volumes constituent l'inventaire le mieux documenté qui ait encore paru sur l'état des sciences, des arts et des lettres au début du vingtième siècle ».

## Éditions
- Vol. 1 : A - Alcala de Hénarès
- Vol. 2 : Alcala-La-Réal - Animé
- Vol. 3 : Animisme - Arthur
- Vol. 4 : Artibonite - Baillie
- Vol. 5 : Baillière - Belgiojoso
- Vol. 6 : Belgique - Bobineuse
- Vol. 7 : Bobino - Bricci
- Vol. 8 : Brice - Canarie
- Vol. 9 : Canaries - Ceratosoma
- Vol. 10 : Cératospire - Chiem
- Vol. 11 : Chien - Comédie
- Vol. 12 : Comédie - Côtes
- Vol. 13 : Cotesbach - Dellden
- Vol. 14 : Delle - Duègne
- Vol. 15 : Duel - Eœtvœs
- Vol. 16 : Eole - Fanucci
- Vol. 17 : Fanum - Franco
- Vol. 18 : Franco - Gonon
- Vol. 19 : Gonsalve - Héron
- Vol. 20 : Héronas - Janicki
- Vol. 21 : Janiçon - Lemos
- Vol. 22 : Lemot - Manzoni
- Vol. 23 : Mao - Moisson
- Vol. 24 : Moissonneuse - Nord
- Vol. 25 : Nord - Part
- Vol. 26 : Parta - Poilpot
- Vol. 27 : Poincaré - Rabbin
- Vol. 28 : Rabbinisme - Saas
- Vol. 29 : Saavedra - Sigillaires
- Vol. 30 : Sigillateur - Thermopole
- Vol. 31 : Thermopyles - Zyrmi